# 서경별곡
〈서경별곡〉(西京別曲)은 고려 가요의 한 작품이다. 지은이와 지은 연대는 알 수 없으나 고려가요로서 가장 뛰어난 것의 하나이다. 서경(西京, 지금의 평양) 지방에서 불린 노래인 듯하다. 

## 내용
이 작품은 사랑하는 임과 이별해야 하는 여인의 슬픈 심정을 노래한 것이다. 그러나 시적 화자로 설정된 여인은 당시 이별의 정한을 마음에 품고 기다림으로 일관한 여성들과는 달리 적극적으로 사랑하는 사람을 따라가겠다고 하거나, 임을 떠나 보내는데 도움을 주는 뱃사공을 원망하는 등의 모습을 통해 적극적으로 자신의 사랑을 찾기 위해 노력하고 있다. 남녀 사이의 애정을 노골적으로 노래하지 않고, 은근한 맛을 보여준다. 조선시대의 엄격한 유자(儒者)들 사이에 남녀상열지사(男女相悅之詞)라 논의되기는 했으나, 《악장가사》에 수록되어 전하며, 그 가사의 후렴구는 다음과 같다.
| “ | 위 두어렁셩 두어렁셩 다링디리 | ” |